# Sălcioara (okręg Călărași)
Sălcioara – wieś w Rumunii, w okręgu Călărași, w gminie Curcani. W 2011 roku liczyła 63 mieszkańców.